# Polystepha transversa
Polystepha transversa är en tvåvingeart som först beskrevs av Ephraim Porter Felt 1907.  Polystepha transversa ingår i släktet Polystepha och familjen gallmyggor.
Artens utbredningsområde är New York. Inga underarter finns listade i Catalogue of Life.